# Dai Li
Dai Li, född 28 maj 1897 i Jiangshan, död 17 mars 1946 i Nanjing, var en kinesisk militär. Han blev särskilt känd som chef för Guomindangs hemliga polis, "Byrån för inhämtning och statistik" under 1930- och 1940-talen.

## Biografi
Dai föddes som Dai Chunfeng och utbildades tidigt i livet i de kinesiska klassikerna. Han gjorde bra ifrån sig i skolan, men en istället för att börja universitetsstudier, gick han med i en studentbataljon i Zhejiang under den oroliga period som följde Qingdynastins fall 1911. Han fortsatte sedan sin militära karriär vid Krigshögskolan i Whampoa, vars rektor var Chiang Kai-shek, men avslutade aldrig sin utbildning till kavalleriofficer. Dai blev istället en av Chiangs förtrogna och var honom behjälplig med att undertrycka Kinas kommunistiska parti vid Nordfälttåget 1926–1928. För att markera sin lojalitet med Chiang antog han namnet Li 笠, "regnkåpa", vilket symboliserar en person i underordnad ställning.
Efter att Chiang Kai-shek grundat den nya centralregeringen i Nanking 1928 blev Dai Li chef för Guomindangs hemliga polis, den militära Byrån för inhämtning och statistik, ofta förkortat Juntong (軍統) på kinesiska. Dai etablerade snabbt sitt rykte som en av Kinas mest fruktade män och fick öknamnet "Kinas Himmler". Han blev också en av ledarna för Blåskjortorna, en fascistisk organisation som under en tid på 1930-talet utförde särskilda underrättelse- och säkerhetsuppdrag för Chiang Kai-shek. Under det andra kinesisk-japanska kriget och det kinesiska inbördeskriget blev hans organisation var mycket skicklig på att infiltrera både kinesiska kommunistiska grupper och de olika marionettregimer som japanerna skapat.
Under andra världskriget samarbetade Dais hemliga polis med USA och fick lära sig nya underrättelsemetoder och hans organisation växte till 70 000 män. I gengäld försåg han amerikanerna med kartor över sydkinesiska kustprovinser, upplysningar om japanska truppförflyttningar och försåg amerikanska piloter som tvingats landa eller hoppa fallskärm med gömställen i Kina. Efter upprättandet av den s.k. "Kinesisk-amerikanska samarbetsorganisationen" (ofta förkortad SACO) 1942 blev Dai ledare för det kinesisk-amerikanska underrättelsearbetet i Chongqing. Idag finns ett museum utanför staden som skildrar samarbetet och Dai Lis ökända fängelser.
Dai Li avled under mystiska omständigheter i en flygolycka på 17 mars 1946, kort efter att det kinesiska inbördeskriget brutit ut på nytt. Det finns rykten om att hans främste kommunistiske motståndare, Kang Sheng, låg bakom flygolyckan, men detta har aldrig kunnat bekräftas.
Dai Li har förblivit en symbol för repression och en av karaktärerna i den animerade TV-serien Avatar: Legenden om Aang är baserad på honom.